# Cardamine conferta
Cardamine conferta är en korsblommig växtart som beskrevs av Boris Alexandrovich Jurtzev. Cardamine conferta ingår i släktet bräsmor, och familjen korsblommiga växter. Inga underarter finns listade i Catalogue of Life.